# Mohamed Salim
Mohamed Salim Mubarak (13 gennaio 1968) è un ex calciatore emiratino, di ruolo difensore.